# نیمار
نِیمار دا سیلوا سانتوس جونیور (به پرتغالی برزیل: Neymar da Silva Santos Júnior) (زادهٔ ۵ فوریهٔ ۱۹۹۲)، که با نام نیمار جونیور یا به شکل ساده‌تر نِیمار شناخته می‌شود؛ بازیکن فوتبال اهل برزیل است که برای باشگاه المپیک مارسی در لیگ ۱ فرانسه و تیم ملی برزیل بازی می‌کند. او که به طور گسترده به عنوان یکی از بهترین بازیکنان تمام دوران در نظر گرفته می‌شود، به دلیل توانایی بالای گلزنی و مهارت‌های دریبل تکنیکی و کنترل توپ در فوتبال به شهرت رسید. او پرگل‌ترین بازیکن برزیلی در لیگ قهرمانان اروپا و هم‌چنین بهترین گلزن تاریخ برزیل است.
نیمار اولین بازی حرفه‌ای خود را در ۱۷ سالگی برای سانتوس انجام داد و در این باشگاه به عنوان یک بازیکن با استعداد به شهرت رسید. او در دو قهرمانی پائولیستا (لیگ حرفه‌ای ایالت سائوپائولو)، یک قهرمانی جام حذفی برزیل و یک قهرمانی کوپا لیبرتادورس در سال‌های ۲۰۱۱ و ۲۰۱۲ نقش داشت و دو بار پیاپی در این سال‌ها بهترین بازیکن سال آمریکای جنوبی شد. او سپس در سال ۲۰۱۳ به باشگاه بارسلونا پیوست و در آن‌جا بخشی از مثلث هجومی معروف MSN را در کنار لیونل مسی و لوییس سوارز تشکیل داد که سه‌گانه قاره‌ای لا لیگا، کوپا دل ری و لیگ قهرمانان اروپا را در فصل ۱۵–۲۰۱۴ کسب کردند. او در ۳ اوت ۲۰۱۷ با قراردادی به مبلغ ۲۲۲ میلیون یورو به پاری سن ژرمن انتقال یافت که او را به گران‌ترین بازیکن تاریخ فوتبال تبدیل کرد. او با پاری سن ژرمن چهار قهرمانی در لیگ ۱ فرانسه را به دست آورد و در اولین فصل حضورش (۱۸–۲۰۱۷) به عنوان بهترین بازیکن لیگ ۱ انتخاب شد.
نیمار در ردهٔ ملی از زمان اولین بازی ملی‌اش در ۱۸ سالگی تاکنون، با ۷۹ گل در ۱۲۶ بازی، بهترین گلزن ملی برزیل است. او در زمان حضور در تیم ملی جوانان برزیل به این تیم در قهرمانی جوانان آمریکای جنوبی کمک کرد و بهترین گلزن این جام شد. او در جام کنفدراسیون‌ها ۲۰۱۳ نیز ضمن انتخاب به عنوان بهترین بازیکن و برندهٔ توپ طلای این جام، برزیل را به قهرمانی رساند اما جام جهانی ۲۰۱۴ را به دلیل مصدومیت نیمه‌کاره رها کرد. او همچنین به عنوان کاپیتان، با تیم ملی زیر ۲۳ سال برزیل در المپیک ۲۰۱۶ ریو به قهرمانی رسید. او کوپا آمریکا ۲۰۱۹ را هم به دلیل مصدومیت از دست داد اما به عنوان بهترین گلزن کوپا آمریکا ۲۰۲۱ با برزیل نایب‌قهرمان شد.
نیمار دو بار در سال‌های ۲۰۱۵ و ۲۰۱۷ در رده‌بندی توپ طلا، به عنوان سومین بازیکن سال جهان انتخاب شد. در سال ۲۰۱۱ جایزه پوشکاش فیفا را به دلیل یک گل انفرادی تحسین‌شده کسب کرد. او در خارج از فوتبال، یک شخصیت ورزشی مشهور و از پردرآمدترین ورزشکاران جهان است. مجله تایم در سال ۲۰۱۷، نیمار را جزو ۱۰۰ شخصیت تأثیرگذار جهان معرفی کرد و در سال‌های ۲۰۱۸ و ۲۰۱۹ مجله‌های فرانس فوتبال و فوربز، او را سومین ورزشکار پردرآمد جهان دانستند.

## حرفه
نیمار در سال ۱۹۹۲، به همراه خانواده‌اش به سائو ویسنته، جایی که او شروع از بازی برای جوانان نقل مکان کرد. سپس، در سال ۲۰۰۳، آنها به سانتوس نقل مکان کردند جایی که نیمار به تیم سانتوس پیوست. او در سطح جوانان به موفقیت رسید تا در سن ۱۵ سالگی، نیمار درآمد ۱۰٬۰۰۰ رئال (واحد پول برزیل) در هر ماه و در ۱۶ سالگی، ۲۵٬۰۰۰ رئال در ماه. در ۱۷سالگی، او یک قرارداد با تیم اول سانتوس امضاء کرد.

### فصل ۲۰۰۹
نیمار اولین بازی حرفه‌ای خود را در ۷ مارس ۲۰۰۹، درحالی‌که تنها ۱۷ سال داشت برای سی دقیقه آخر بازی وارد زمین شد، سانتوس در این بازی برابر اُسته به پیروزی ۲–۱ رسید. هفته بعد اولین گل خود را برای سانتوس در برابر موگی میرین به ثمر رساند. یک ماه بعد، در ۱۱ آوریل، نیمار گل تعیین‌کننده‌ای در پیروزی ۲–۱ در برابر پالمیراس در در سال ۲۰۰۹ در مرحله نیمه نهایی به ثمر رساند. با این حال در بازی فینال، سانتوس با شکست (مجموع ۴–۲) برابر کورینتیانس مواجه شد. در فصل اول خود، نیمار در ۴۸ بازی ۱۴ گل را در کارنامهٔ خود ثبت کرد.

### فصل ۲۰۱۰
نیمار به پیشرفت خود در سال ۲۰۱۰ ادامه داد، و، در ۱۵ آوریل ۲۰۱۰، او پنج گل برای سانتوس در پیروزی ۸–۱ مقابل گوارانی به ثمر رساند. اجرای نیمار برای سانتوس دراین فصل موجب مقایسه او با دیگر بازیکنان برزیلی، از جمله روبینیو و افسانه برزیل پله شد.
در سال ۲۰۱۰، سانتوس پیشنهاد ۱۲٬۰۰۰٬۰۰۰ پوند برای او را از تیم لیگ برتری وستهام یونایتد رد کرد، و بعد از آن پیشنهاد ۲۰٬۰۰۰٬۰۰۰ پوند از باشگاه انگلیسی چلسی را با وجود موافقت باشگاه سانتوس این بار خود نیمار رد کرد و در اینباره گفت «من می‌خواهم فقط در سانتوس متمرکز باشم.» نماینده او، واگنر ریبریو بیان کرد: «او می‌خواهد تبدیل به بهترین بازیکن جهان شود. شانس او برای انجام این کار در لیگ برزیل صفر می‌باشد.» یک سال بعد نیمار، در مصاحبه‌ای با روزنامه دیلی تلگراف، بیان کرد که خوشحال از علاقه چلسی به او شده چون «بازی در اروپا» از «رویاهای» وی بوده، در حالی که همچنین بیان کرد که در آن زمان تصمیم درست اقامت در برزیل بوده‌است.

### فصل ۲۰۱۱
بازی اول فینال جام لیبرتادورس سانتوس در برابر پنارل اروگوئه بانتیجه ۰–۰ مساوی کرد اما در بازی دوم توانست ۲–۱ پیروز این دیدار شود و گل اول بازی را نیمار در دقیقه ۴۷ بازی وارد دروازه پنارل کرد و در پایان بازی به عنوان بهترین بازیکن زمین شناخته شد.
جایزه پوشکاش ۲۰۱۱ فیفا را با گلی که زیبا و دیدنی که به تیم فلامینگو در سری آ برزیل به ثمر رساند به‌دست آورد و در ۳۱ دسامبر ۲۰۱۱ برای اولین بار مرد سال فوتبال آمریکای جنوبی شد.

### بارسلونا
نیمار در ۳ ژوئیه ۲۰۱۳ با قراردادی (که در ابتدا) به ارزش ۵۷ میلیون یورو و مدت ۵ فصل رسماً به بارسلونا پیوست. رقم فسخ قرارداد او ۱۹۰ میلیون یورو اعلام شد. نیمار پس از گذراندن تست‌های پزشکی تحت عمل لوزه قرار گرفت و این در حالی بود که گفته می‌شد این بازیکن دچار ضعف جسمانی و به کم خونی و سؤ تغذیه مبتلاست از این رو تمرینات ویژه علاوه بر برنامهٔ تغذیهٔ خاص برای وی در نظر گرفته شد. نیمار در مسابقات پیش-فصل در اغلب مسابقات به عنوان بازیکن ذخیره وارد زمین شد.

### فصل ۱۴-۲۰۱۳
در ۳۰ ژوئیه سال ۲۰۱۳، در یک بازی دوستانه پیش فصل بین بارسلونا و لخیا گدانسک، به عنوان بازیکن تعویضی وارد میدان شد که شروع غیررسمی نیمار در این تیم بود. در ۷ اوت ۲۰۱۳، نیمار اولین گل خود در پیراهن بارسلونا را در پیروزی ۷–۱ در یک بازی دوستانه مقابل تیم ملی تایلند در بانکوک به ثمر رساند.

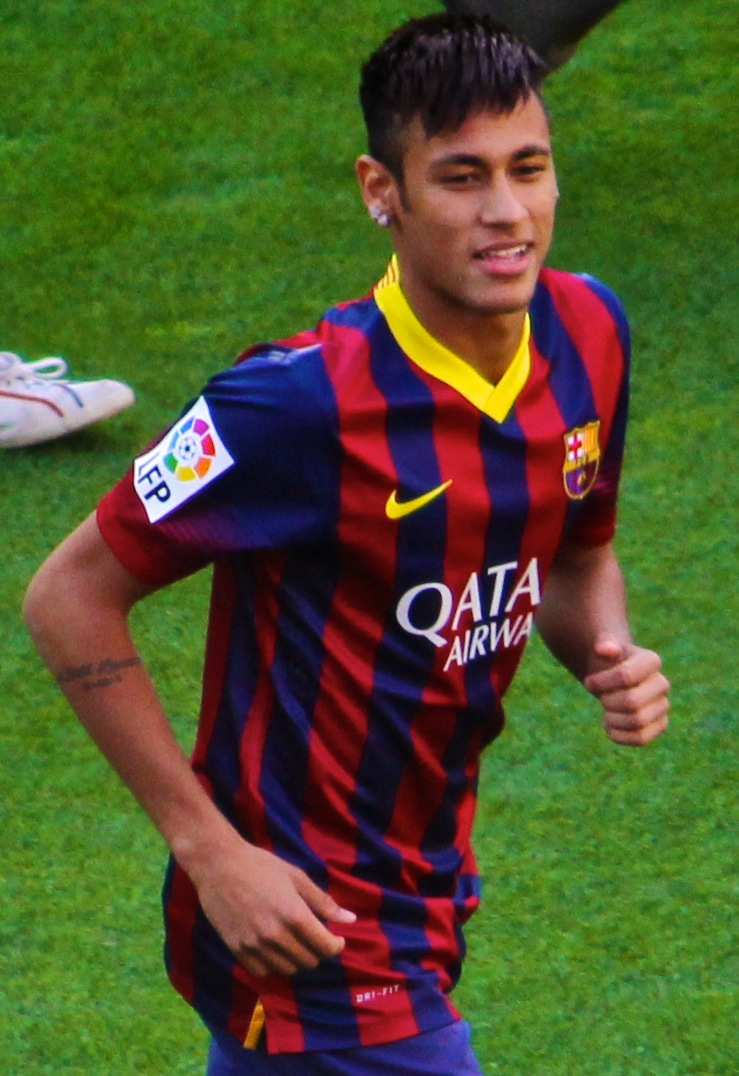
نیمار با پیراهن بارسلونا

نیمار اولین رقابت خود را برای بارسلونا در لا لیگا در بازی افتتاحیه فصل ۲۰۱۳–۱۴ انجام داد. به عنوان بازیکن تعویضی در دقیقه ۶۳ در پیروزی ۷–۰ در برابر لوانته به بازی آمد. در ۲۱ اوت، او اولین گل خود را برای این باشگاه در بازی رفت در سوپرکاپ اسپانیا مقابل اتلتیکو مادرید به ثمر رساند. در ۱۸ سپتامبر، او در اولین بازی خود در لیگ قهرمانان اروپا، به جرارد پیکه پاس گل داد تا بارسلونا آژاکس را با نتیجهٔ ۴–۰ در بازی افتتاحیه این تورنومنت شکست دهد. در ۲۴ سپتامبر، نیمار اولین گل خود را در لا لیگا در پیروزی ۴–۱ بارسلونا برابر رئال سوسیه‌داد در ورزشگاه نیوکمپ به ثمر رساند.
در ۲۶ اکتبر ۲۰۱۳، نیمار در اولین حضور در ال کلاسیکو گل اول را به ثمر رساند و بارسلونا رئال مادرید را ۲–۱ در ورزشگاه نیوکمپ شکست داد. در ادامه مسابقه او پاس گل دیگری را به الکسیس سانچز داد.
در ۱۱ دسامبر سال ۲۰۱۳، در لیگ قهرمانان، نیمار سه گل به ثمر رساند و برای اولین بار با لباس بارسلونا در پیروزی ۶–۱ برابر سلتیک در گروه H هت‌ریک کرد.

### فصل ۱۵-۲۰۱۴
این فصل برای نیمار یکی از بهترین فصل‌های بازیگری‌اش بود. نیمار به همراه بارسلونا در آن فصل سه‌گانه کرد. در لا لیگای اسپانیا، بارسلونا با ۹۴ امتیاز و دو اختلاف امتیاز نسبت به رئال مادرید قهرمان شد و نیمار در طی ۳۳ بازی ۲۲ گل زد و ۹ پاس گل داد. در لیگ قهرمانان اروپا بارسلونا در فینال با نتیجه ۳ بر ۱ یوونتوس را شکست داد. در این تورنمنت نیمار به همراه لیونل مسی و کریستیانو رونالدو با ۱۰ گل زده آقای گل مشترک شد. نیمار در کوپا دل ری نیز ۶ بازی انجام داد و موفق شد ۷ گل به ثمر برساند. در نهایت بارسلونا در فینال با حساب ۳ بر ۱ اتلتیک بیلبائو را شکست داد و قهرمان شد. نیمار نیز در این بازی برای بارسلونا گل زد. نیمار در مراسم انتخاب بهترین‌های آن فصل لا لیگا که در اواخر سال ۲۰۱۵ برگزار شد، عنوان بهترین بازیکن لاتین را کسب کرد.

### فصل ۱۶-۲۰۱۵
نیمار فصل قبل را با سه‌گانه به همراه بارسلونا تمام کرده بود و با وجود مسی، سوارز و خودش بارسلونا مدعی اول قهرمانی در لیگ قهرمانان اروپا بود. نیمار و مسی و سوارز موفق شدند ۹۰ گل در این فصل لا لیگا به ثمر برسانند. بارسلونا در این فصل نیز با ۱ امتیاز اختلاف نسبت به رئال مادرید و کسب ۹۱ امتیاز قهرمان لا لیگا شد. نکته مهم دیگری که نیمار در این فصل با آن درگیر بود، مشکلات مالیاتی بود. تخلف مالیاتی نیمار اثبات شد و دادگاه او را به پرداخت ۴۵٫۹ میلیون یورو محکوم کرد. در لیگ قهرمانان اروپا بارسلونا در مرحله یک چهارم نهایی مقابل اتلتیکو مادرید در مجموع دو بازی با حساب ۳ بر ۲ شکست خورد و حذف شد. نیمار در ۹ بازی که برای بارسلونا در این فصل لیگ قهرمانان اروپا انجام داد ۳ گل زد و ۵ پاس گل داد. در آخرین بازی فصل بارسلونا که در چارچوب جام حذفی و در ورزشگاه ویسنته کالدرون برگزار شد، بارسلونا با ۲ گل سویا را شکست داد که نیمار گل دوم بارسلونا را به ثمر رساند.

### تیم ملی
نیمار بازیکن بین‌المللی برزیل است و در سنین زیر ۱۷ سال، زیر ۲۰ سال و بزرگسالان بازی کرده‌است. در ۱۰ اوت ۲۰۱۰، در سن ۱۸ سالگی اولین بازی خود را در یک بازی دوستانه در برابر ایالات متحده آمریکا انجام داد و در این بازی در دقیقه ۲۸ یک گل با ضربه سر به ثمر رساند و در پیروزی ۲–۰ برزیل سهیم بود. او بهترین گل زن سال ۲۰۱۱ در مسابقات قهرمانی جوانان آمریکای جنوبی با نه گل، از جمله دو گل در فینال است و به برزیل کمک کرد تا یازدهمین عنوان خود را در این رقابت‌ها کسب کند.

#### جام کنفدراسیون‌ها ۲۰۱۳

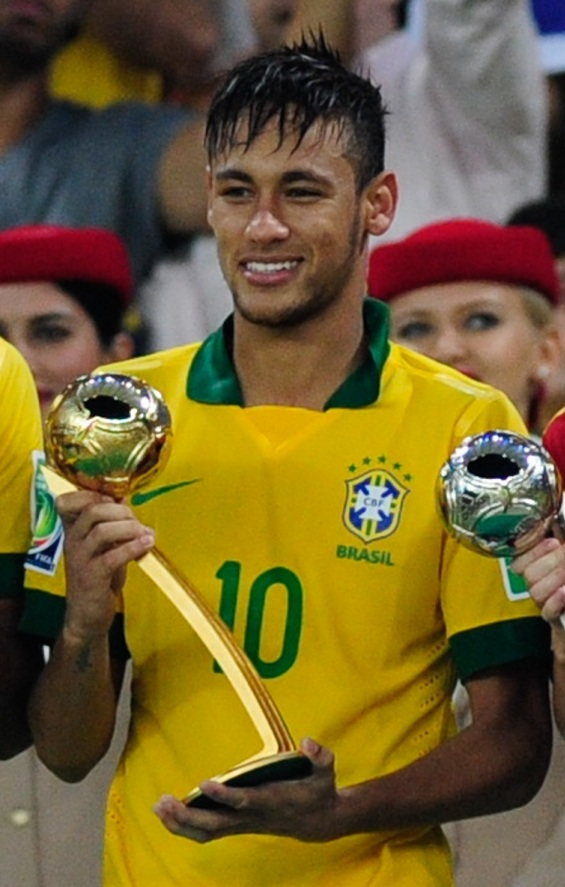
نیمار و جام کنفدراسیون‌ها

نیمار برای تیم ملی برزیل در جام کنفدراسیون‌های ۲۰۱۳ در خاک برزیل توسط لوئیز فیلیپه اسکولاری انتخاب شد. او در این مسابقات شمارهٔ ۱۰ را به خود اختصاص داده بود، اما در گذشته شمارهٔ ۱۱ را به تن می‌کرد.
در ۱۵ ژوئن ۲۰۱۳، نیمار اولین گل این مسابقات را در پیروزی ۳–۰ برابر ژاپن در ورزشگاه ملی مانه گارینشا به ثمر رساند. در ۱۹ ژوئن ۲۰۱۳، نیمار در دقیقه نود و با یک پاس گل برای جو باعث پیروزی ۲–۰ برزیل در برابر مکزیک شد. نیمار همچنین با یک گل ضربه آزاد که برزیل را به ۴–۲ در مقابل ایتالیا برنده کرد در هر مسابقهٔ مرحلهٔ گروهی یک گل زد.
در ۳۰ ژوئن، نیمار گل دوم برزیل را در پیروزی ۳–۰ بازی فینال برابر اسپانیا به ثمر رساند. نیمار با نمایش خود در این مسابقات توپ طلایی بهترین بازیکن تورنمنت را کسب کرد.

## حضور در رسانه‌ها
نیمار در بازی‌های ورزشی نیز حضور داشته‌است. تصویر او در کاور بازی‌های فوتبال تکاملی حرفه‌ای ۱۲، ۱۳، ۱۷، ۱۸ و فیفا ۱۹ (به همراه بازیکنان دیگر) بوده‌است.
قرارداد های مالی
نیمار در سال ۲۰۲۰ پس از ۱۱ سال به طور رسمی به همکاری خود با نایکی پایان داد و با رقیب این شرکت یعنی پوما ، قراردادی به امضاء رساند. وی پس از امضای این قرارداد در شبکه اجتماعی‌اش نوشت: «من با تماشای ویدئوهای اسطوره‌های بزرگ فوتبال مانند پله، کرویف، اوزِبیو و مارادونا بزرگ شدم که همه با کفش‌های پوما بازی می‌کردند. به همین دلایل، از امروز به بعد من این افتخار را دارم تا با برندی متحد شوم که به بزرگ‌ترین اسطوره‌های فوتبال کمک کرد تا به آنچه هستند تبدیل شوند.»

## آمار ملی

### بازی‌های ملی
تا تاریخ ۱۷ اکتبر ۲۰۲۳
| برزیل | برزیل | برزیل | برزیل  |
| سال   | بازی  | گل    | پاس گل |
| ----- | ----- | ----- | ------ |
| ۲۰۱۰  | ۲     | ۱     | ۰      |
| ۲۰۱۱  | ۱۳    | ۷     | ۲      |
| ۲۰۱۲  | ۱۲    | ۹     | ۸      |
| ۲۰۱۳  | ۱۹    | ۱۰    | ۱۰     |
| ۲۰۱۴  | ۱۴    | ۱۵    | ۴      |
| ۲۰۱۵  | ۹     | ۴     | ۱      |
| ۲۰۱۶  | ۶     | ۴     | ۵      |
| ۲۰۱۷  | ۸     | ۳     | ۳      |
| ۲۰۱۸  | ۱۳    | ۷     | ۸      |
| ۲۰۱۹  | ۵     | ۱     | ۱      |
| ۲۰۲۰  | ۲     | ۳     | ۲      |
| ۲۰۲۱  | ۱۳    | ۶     | ۹      |
| ۲۰۲۲  | ۸     | ۷     | ۳      |
| ۲۰۲۳  | ۴     | ۲     | ۳      |
| مجموع | ۱۲۸   | ۷۹    | ۵۹     |

## افتخارات
سانتوس
- جام پائولیستا برزیل ۲۰۱۰، ۲۰۱۱، ۲۰۱۲
- جام حذفی فوتبال برزیل ۲۰۱۰، ۲۰۱۱
- کوپا لیبرتادورس ۲۰۱۱

بارسلونا
- سوپر جام اسپانیا ۲۰۱۳-۲۰۱۲
- لا لیگا ۲۰۱۵-۲۰۱۴ ، ۲۰۱۶-۲۰۱۵
- کوپا دل ری ۲۰۱۵-۲۰۱۴ ، ۲۰۱۶-۲۰۱۵
- لیگ قهرمانان اروپا ۲۰۱۵-۲۰۱۴
- سوپرجام اروپا ۲۰۱۵-۲۰۱۴
- جام باشگاه‌های جهان ۲۰۱۵-۲۰۱۴

پاری سن ژرمن
- لیگ ۱: ۲۰۱۸-۲۰۱۷ ، ۲۰۱۹-۲۰۱۸ ، ۲۰۲۰-۲۰۱۹
- جام حذفی فوتبال فرانسه ۲۰۱۸-۲۰۱۷ ، ۲۰۲۰-۲۰۱۹ ، ۲۰۲۱-۲۰۲۰
- جام اتحادیه باشگاه های فرانسه ۲۰۱۸-۲۰۱۷ ، ۲۰۲۰-۲۰۱۹
- سوپر جام فوتبال فرانسه ۲۰۱۸ ، ۲۰۲۰
- لیگ قهرمانان اروپا نایب قهرمان ۲۰۲۰-۲۰۱۹

ملی
برزیل
- مسابقات قهرمان جوانان آمریکا جنوبی ۲۰۱۱
- مدال نقره المپیک ۲۰۱۲
- قهرمان جام کنفدراسیون‌ها ۲۰۱۳
- مدال طلای المپیک ریو ۲۰۱۶

فردی
- بهترین بازیکن مسابقات قهرمانی جوانان آمریکا جنوبی ۲۰۱۱
- بهترین بازیکن مسابقات قهرمانی جوانان آمریکا جنوبی ۲۰۱۰
- بهترین بازیکن کوپا لیبرتادورس ۲۰۱۱
- بهترین بازیکن جام سودامریکانا ۲۰۱۲
- بازیکن جوان سال: ۲۰۱۱
- کفش طلا ۲۰۱۰، ۲۰۱۱، ۲۰۱۲ (بیشترین گل در همه رقابت در برزیل)
- بهترین گلزن جام حذفی برزیل ۲۰۱۰
- بهترین گلزن جوانان قهرمانی آمریکای جنوبی ۲۰۱۱
- بهترین گلزن مسابقات قهرمانی ۲۰۱۲
- بهترین گلزن جام لیبرتادورس ۲۰۱۲
- بهترین بازیکن جام کنفدراسیون‌ها ۲۰۱۳
- بهترین گلزن کوپا دل ری اسپانیا ۲۰۱۴
- بهترین گلزن لیگ قهرمانان اروپا ۲۰۱۵
- حضور در بین سه نامزد نهایی توپ طلای جهان ۲۰۱۵
- برنده جایزه سامبا گولد سال ۲۰۱۵
- دومین بازیکن باارزش سال ۲۰۱۶
- با ارزشترین بازیکن فوتبال جهان در سال ۲۰۱۷
- بهترین گلزن تیم ملی برزیل ۲۰۲۳
- جایزه کریر حرفه‌ای گلوب ساکر: ۲۰۲۴